# Добыча урана в России

Добыча урана по странам на 2013 год

Одной из отраслей горнодобывающей промышленности России является добыча урана.
По данным WNA 2013 года, добыча урана в России составляет 3135 тонн в год (5,26 % от мировой добычи), а российские запасы урана по данным 2015 года составили 507 800 тонн (9 % от мировых запасов).

## История
В СССР главными уранорудными регионами были: Украинская ССР (месторождение Желтореченское, Первомайское и другие), Казахская ССР (Северный — Балкашинское рудное поле и другие; Южный — Кызылсайское рудное поле и другие; Восточный; все они принадлежат к преимущественно вулканогенно-гидротермальному типу); Забайкалье (Антей, Стрельцовское и другие); Средняя Азия, в основном Узбекская ССР с оруденениями в чёрных сланцах с центром в городе Учкудук.

## Добыча
Работами по добыче урана руководит компания Атомредметзолото (в составе Атомэнергопрома). Приаргунское производственное горно-химическое объединение, «Хиагда», «Далур» — главные предприятия по производству урана в России, выпускающие около 90 % продукции страны. С целью гарантированного долгосрочного сырьевого обеспечения отраслевых потребностей в уране «Росатом» в 2010 г. приобрел канадскую компанию Uranium One и консолидировал на её основе высокоэффективные урановые активы в Казахстане и других странах. За последние 8 лет производство Uranium One выросло почти в 5 раз, что позволило выйти на четвертое место в мире среди урановых компаний.
Добыча урановых руд в стране осуществляется открытым и подземным способами, используется метод подземного выщелачивания.
Месторождения, на которых ведётся добыча:
- Аргунское (Забайкальский край) — крупнейшее месторождения урана в России (93 % всей добычи), запасы чистого урана оцениваются в 9481 т;
- Жерловое (Забайкальский край) — запасы урана — 3485 т;
- Источное (Республика Бурятия) — разведанные запасы урановой руды — 17 700 т, прогнозируемые — 12 200 т;

На этапе разработки:
- Эльконское (Республика Якутия) — прогнозируемые запасы урановой руды — 346 000 т;
- Малиновское (Западная Сибирь);
- Витимское и Алданское (Восточная Сибирь);
- Дальневосточное (у побережья Охотского моря);
- Месторождения у Онежского и Ладожского озёр.